# Christian Assaf
Christian Assaf (* 1. September 1972 in Nîmes) ist ein französischer Politiker der Parti socialiste (PS). Er war von 2012 bis 2017 Abgeordneter der Nationalversammlung.

## Leben und Wirken
Assaf ist der Sohn von Marie-José Florensa, die aus Katalonien stammt, und Nabil Assaf, einem Arzt libanesischer Herkunft. Er absolvierte das Master-Studium der Wirtschaftswissenschaft an der Universität Montpellier. Bereits während seiner Studienzeit betätigte er sich als Gewerkschafter und politischer Aktivist. Zudem erhielt er das Diplôme d’études approfondies in Politikwissenschaft.
Nach seinem Studium arbeitete er mit Georges Frêche zusammen. 1995 wurde Assaf zunächst Projektleiter für Jugend- und Wirtschaftsförderung im von Frêche geführten Rathaus von Montpellier, 1997 folgte Assaf ihm als parlamentarischer Mitarbeiter in die Nationalversammlung und stieg 2000 zu dessen Kabinettschef auf. Diese Position hatte er bis auf eine kurze Unterbrechung 2002 bis ins Jahr 2007 inne. Im Jahr 2004 war er Wahlkampfleiter der von Frêche angeführten Liste bei den Regionalwahlen in Montpellier, die im ersten Wahlgang bereits 49,47 Prozent der Stimmen erhielt und in der Folge mit Frêche den Bürgermeister stellte. 2007 trennte Assaf sich wegen dessen rassistischen Äußerungen vom damaligen Regionalpräsidenten Frêche, der deshalb auch aus der PS ausgeschlossen wurde.
Assaf ging anschließend für zwei Jahre in die Privatwirtschaft. Bei Compagnie d'aménagement du Bas-Rhône et du Languedoc war er für die öffentliche Wasserversorgung zuständig. 2009 kehrte er als Berater und späterer Kabinettschef der damaligen Bürgermeisterin Hélène Mandroux in die Politik zurück, 2010 war Assaf ihr Wahlkampfleiter für die Regionalwahlen.
Bei den Parlamentswahlen 2012 trat Assaf für den achten Wahlkreis von Hérault als Kandidat der PS an und wurde in der Stichwahl gegen Arnaud Julien mit 55,24 Prozent der gültigen Stimmen in die Nationalversammlung gewählt. Am 20. Jänner 2013 sorgte Assaf mit der Aussage „Die Zeit des rosa Dreiecks ist vorbei!“ (französisches Original: „Le temps du triangle rose est terminé!“) in einer Parlamentsdebatte über die Einführung der gleichgeschlechtlichen Ehe für Aufsehen. Er sprach sich dieserart gegen eine Diskriminierung von Homosexuellen aus, falls ihnen die standesamtliche Heirat verwehrt bliebe. Für den von ihm gezogenen Vergleich mit der Kennzeichnung von KZ-Häftlingen zur Zeit des Dritten Reichs erntete Assaf auch scharfe Kritik seitens der Union pour un mouvement populaire, die seine Aussage als „inakzeptabel“ verurteilte und ihm vorwarf, „Ängste und Vorurteile“ auszunutzen. Er beteiligte sich als Mitglied der Nationalversammlung außerdem an Ausschüssen für Soziales, nachhaltige Entwicklung und Raumordnung und Verfassungsrecht.
Im März 2014 kandidierte Assaf bei den Regionalwahlen in Montpellier am 17. Listenplatz für die Liste Union de la Gauche von Jean-Pierre Moure. Diese erhielt 25,27 Prozent der Stimmen, durch die listeninterne Reihung verpasste er allerdings den Einzug in den Gemeinderat. Im April 2014 war Assaf einer von 41 Abgeordneten, die sich aus Protest gegen das geplante Sparprogramm der Regierung bei der Abstimmung zu dem von Manuel Valls eingebrachten Stabilitätspakt der Stimme enthielten.
Im Vorfeld der Präsidentschaftswahl 2017 wurde er zum thematischen Leiter für „Asyl und Integration“ der Wahlkampagne von Benoît Hamon, dem Kandidaten der PS, ernannt.
Bei den Parlamentswahlen 2017 verzichtete Assaf auf eine erneute Kandidatur und schied am 20. Juni 2017 aus der Nationalversammlung aus.